# Gibraltars nationaldag
Gibraltars nationaldag (engelska: Gibraltar National Day) firas årligen den 10 september, och räknas som officiell nationaldag i Gibraltar. Den dagen minns man folkomröstningen 1967, där Gibraltar röstade om de ville komma under Spaniens överhöghet, eller fortsätta vara under brittisk överhöghet, men med självstyre.

### Fotnoter
1. ↑  Ministry of Defence - Gibraltar soldiers celebrate their National Day in Iraq